# Taoufik Belghith
Taoufik Belghith (arabisch توفيق بلغيث, DMG Tawfīq Balġīṯ, * 3. April 1948 in Ariana) ist ein ehemaliger tunesischer Fußballspieler.

## Karriere

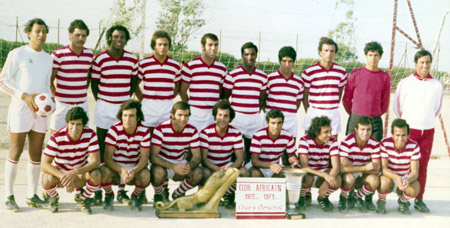
Taoufik Belghith, ganz links in der unteren Reihe, mit dem Club Africain – Doublesieger 1973

Der ehemalige Nationalspieler der tunesischen Nationalmannschaft stand im Verlauf seiner Karriere bei seinem Heimatverein AS Ariana, dem traditionsreichen Club Africain aus Tunis, mit dem er die größten Erfolge seiner Laufbahn feiern sollte, sowie bei den Auslandsstationen AS Monaco in Frankreich und dem saudischen Ittihad FC unter Vertrag.
Auch nach seiner aktiven Karriere blieb Belghith dem Ittihad FC eng verbunden. So besuchte er mehrfach Spiele des Klubs. Im Dezember 2004 traf er sich mit Vereinspräsident Mansour al-Balawi und erhielt dabei ein Erinnerungs-Trikot mit seiner früheren Rückennummer. In Gesprächen mit Fans und Funktionären betonte er seine anhaltende Zuneigung zum Verein, den er weiterhin als seine sportliche Heimat betrachtete.

## Erfolge
- Championnat de Tunisie : 1973, 1974
- Coupe de Tunisie : 1973, 1976
- Nordafrikanischer Pokal der Landesmeister: 1974, 1975, 1976